# Kafr Basin
Kafr Basin (tiếng Ả Rập: كفرباسين) là một ngôi làng Syria nằm ở Hish Nahiyah ở huyện Maarrat al-Nu'man, Idlib. Theo Cục Thống kê Trung ương Syria (CBS), lưu vực Kafr có dân số 1370 trong cuộc điều tra dân số năm 2004.